# Агромаркетинг
Агромаркетингът (маркетинг на селскостопанска продукция) е клон на маркетинга, свързан с реализирането на селскостопанска продукция на потребителския пазар. Множество дейности попадат в рамките на агромаркетинга, в това число планиране на обемите на продукцията, обработка, пакетиране, транспорт, складиране, дистрибуция, продажба. Тези дейности не могат да се извършат без обмен на информация и често са критично зависими от наличието на подходящо финансиране.

## Особености
Агромаркетинговата среда може условно да се раздели на маркетингова макро- и микросреда.
- Микросредата означава взаимоотношението с такива стопански субекти, като доставчици, конкуренти, маркетингови посредници, организации, които осъществяват транспортни услуги.
- Съвкупността от фирми, които оказват глобално въздействие върху селскостопанските предприятия, се нарича макросреда – държавни разпоредби, закони, демографски особености, културни особености и др.

Агромаркетингът се характеризира с някои особености, измежду които:
- Дейността, свързана с агромаркетинга, касае продукти, които са от жизнена необходимост, следователно е необходимо своевременно да се отчете възрастта, националните традиции на потребителя с цел удовлетворяване на техните нужди и потребности.
- Липса на съвпадение между работния период и периода на производство.
- Производството на селскостопански продукти се определя и е пряко свързан с един от основните фактори на производство – земята.
- Многообразието от фирми на собственост върху земята (КООП; ЕТ).
- Висока възприемчивост и адапивност, самоорганизация и самоуправление в сравнение с други видове маркетинг. Конкуренцията на пазара на селското стопанство е необходимо от бърза адаптация на системата на мениджмънта в тази област към държавните решения и директиви вследствие на многообразието от конкурентни организационно-правни норми.
- Сравнително ниска степен на научни изследвания в областта на мениджмънта в сравнение с мениджмънта в други области.

## Функции
Функциите на агромаркетинга включват:
- управление – основен вид дейност с цел изработване на системи от действия в маректинга в конкретно направление.
- организация – целта ѝ е да създаде цялост и единство при работата в отдела по маркетинг.
- планиране – целта му е да определи целевата програма на изпълнение.
- анализ – събиране, обработване, систематизация и изучаване на определен вид информация.
- оценка – свързана е с изпълнението на предшестваните функции.
- отчет и контрол – постоянен процес на контролиране на маркетинга.